# Dunedin (Flórida)
Dunedin é uma cidade localizada no estado americano da Flórida, no condado de Pinellas. Foi incorporada em 1899.

## Geografia
De acordo com o United States Census Bureau, a cidade tem uma área de 73,3 km², onde 26,8 km² estão cobertos por terra e 46,5 km² por água.

### Localidades na vizinhança
O diagrama seguinte representa as localidades num raio de 16 km ao redor de Dunedin. 

## Demografia
Segundo o censo nacional de 2010, a sua população é de 35 321 habitantes e sua densidade populacional é de 1 316,36 hab/km². Possui 21 113 residências, que resulta em uma densidade de 786,85 residências/km².

## Geminações
- Stirling, Stirling, Escócia [4]
- Summerside, Ilha do Príncipe Eduardo, Canadá [5]